# Chiesa di San Giuseppe al Rione Incis
La chiesa di san Giuseppe al Rione Incis è un edificio di culto cattolico italiano, sito nella periferia orientale di Napoli, nel quartiere denominato Ponticelli. Dipende dalla parrocchia di santa Maria delle Grazie che si trova in zona Porchiano.

## Storia
Una “preghiera di pietra”: «così il card. Corrado Ursi aveva definito la chiesa che doveva nascere a Nord di via Argine, quando i progettisti gli hanno presentato il plastico nell’aprile del 1986». La chiesa è stata realizzata dall’ingegnere Marcello Vittorini, noto per aver progettato anche il Centro Culturale di Villa Regina in Boscoreale.
La costruzione della chiesa è stata affidata all’impresa COOP.va EDILCOOP di Crevalcore dal Consorzio CO.NA.CO costruzioni – C.C.C. – C.M.C., nell’ambito della legge 219/81 titolo VIII per il comparto 11/1 di Ponticelli. Terminata il 14 maggio 1993, stata consegnata dal servizio Patrimonio del Comune di Napoli alla Curia di Napoli il 20 giugno 1994 su sollecitazione dell’allora vescovo ausiliare di Napoli, Mons. Agostino Vallini.
La dedicazione della chiesa a San Giuseppe sarà fatta il 30 gennaio 2000 alla presenza del card. Michele Giordano essendo parroco don Salvatore Coppola. In quella circostanza, sotto l’altare privilegiatum, sono state depositate le reliquie di Santa Susanna V. e M., San Teofilo martire, Sant'Egidio Maria di S. Giuseppe, prelevate dalla cappella delle reliquie della chiesa Cattedrale di Napoli.

## La posa della prima pietra
La “prima pietra” dell’erigenda chiesa viene posta il 8 novembre 1987 alla presenza del card. Michele Giordano e delle autorità civili (prefetto e sindaco) essendo parroco don Ciro Cocozza. Nella prima pietra vi furono riposte una raccolta di monete “Città del Vaticano” commemorative dell’Anno Santo 1975 insieme a dei fior di conio della Repubblica Italiana del 1987 (a significare il tempo e il lavoro monetizzato dell’uomo), una teca d’argento con le reliquie dei santi Cosma e Damiano, San Luigi Gonzaga, San Francesco d’Assisi, san Benedetto da Norcia e sant’Antonio da Padova, e una pergamena con la scritta: “S. E. Michele Giordano, Arcivescovo di Napoli, il di 8 novembre 1987 in questa trave ha calato la Pietra Angolare, Capo e Fondamento della Chiesa. La Comunità Parrocchiale ne è stata testimone e si augura che la robustezza e la maestosità della Costruzione indichino alle generazioni future la vitalità e la fattività della Comunità Ecclesiale. Parroco Ciro Cocozza, sottoscritta dall’Arcivescovo di Napoli, dal Sindaco di Napoli Pietro Lezzi, dal rappresentante del prefetto dr. Mastrosimone, dall’ing. Marcello Vittorini, dal presidente di Circoscrizione Ubaldo Grimaldi e dai rappresentanti di Conaco ed Edilcoop.

## Descrizione
La chiesa sorge su un’area di circa 5.000 mq, in posizione centrale rispetto agli insediamenti esistenti, pensata come “luogo centrale” della città orientale: una ubicazione particolarissima, che attribuisce un ruolo rilevante alla parrocchia. Infatti, si presenta nel complesso degli edifici come un forte “quinta edilizia” che segna in maniera efficace la visuale lungo i percorsi stradali, chiaramente visibile anche da chi percorre velocemente la sopraelevata Poggioreale-Pomigliano.
L’organismo edilizio è impostato su una maglia strutturale di 3,60x3,60x3,60, e assicura la misura e la regola degli spazi e dei volumi: su tale maglia si articola una piastra ad un piano, dalla quale emergono soltanto il tamburo dell’aula e i volumi delle coperture di alcuni ambienti particolari. Staccato dalla piastra, ma collegato ad essa da un passaggio coperto, il campanile costituisce un preciso riferimento visuale.
L’organismo è suddiviso in due parti: la chiesa, con gli ambienti ad essa collegati; le aule, i servizi igienici e la canonica. Le due parti si affacciano su una galleria coperta, che parte da una piazzetta sistemata a verde e si conclude sul sagrato, passando al di sotto del campanile. La galleria coperta lambisce dei patii sistemati a verde e alberati.
Particolare attenzione è stata dedicata allo studio dell’aula liturgica, costituita da uno spazio centrale, della superficie di mq. 210 circa, lambito da navate perimetrali, due larghe m.3,60 ed altre due larghe m. 7,20. Le navate più strette sono essenzialmente destinate ai percorsi interni e alla via Crucis, mentre le navate più larghe hanno carattere più deciso: la prima costituisce il percorso principale di accesso che, partendo dal portico di ingresso, si conclude nella Cappella del Santissimo; sulla seconda si aprono la Cappella della Confessione e la Cappella del Cristo.
Le navate sono coperte da volte a botte ribassate, contigue, poggianti sui muri perimetrali e su colonne cilindriche che delimitano lo spazio centrale. Sulle colonne poggia un tamburo, che sostiene la grande crociera di copertura, la cui struttura portante è sostituita da travi reticolari in tubi di acciaio, prefabbricate e successivamente montate in opera. 
Il Vittorini, ispirato dai grandi architetti paleocristiani e bizantini, dà molta importanza alla luce, che piove dall’alto e indica la materializzazione di Dio. La luce naturale quindi piove dal cielo, sia sull’altare del Santissimo sia sullo spazio centrale, ed entra lungo i muri perimetrali dalle porte di accesso, dalle piccole finestre specchiate e dalle formelle di vetro colorato incassate nella muratura del tamburo, con un effetto di grande suggestione.
Nella costruzione si legge la costante ricerca di continuità con l’esterno sia urbano che naturale: urbano perché si utilizzano materiali e colori che rendono la costruzione un esempio isolato nel suo genere; naturale perché l’architetto organizza ampie aiuole per l’esterno e all’interno si aprono corti sistemate a verde e alberate.
Il campanile è costituito da una struttura metallica reticolare e da un involucro rigido in cemento armato.
Tutta l’area di pertinenza del complesso parrocchiale è delimitata da un muro perimetrale, la cui faccia esterna è costituita da una parete di mattoncelli fatti a mano.

## Opere di rilievo
Nella chiesa è custodito un dipinto murale, un affresco, rappresentante san Giuseppe che tiene in braccio il bambin Gesù, della seconda metà del XVIII sec., che si trovava sulla porta di ingresso della cappella della Masseria del marchese Pepe, abbattuta durante la ricostruzione post-terremoto per fare posto all’attuale palazzetto dello sport.
Il crocifisso ligneo, di notevoli dimensioni, è stato fatto nel laboratorio della ditta Conrad Moroder di Ortisei (Bolzano) nel 1994.
Esposto alla devozione anche un olio su tela da alcuni attribuito o a Giuseppe Sarnelli o al più famoso fratello Giovanni Sarnelli, datato 1762 e raffigurante il Volto di Gesù Cristo, riportante la scritta in rosso: “Vera Immago Salvatoris Domini Nostri Iesu Christi”.
Al centro dell'altare maggiore, sovrastante la sede, un arazzo raffigurante san Giuseppe con in braccio Gesù bambino in un contesto bucolico.

## Film girati in chiesa
- L'equilibrio di Vincenzo Marra (2017)

## Serie TV girate in chiesa
- Gomorra - La serie nella prima puntata della quinta stagione diretta da Marco D'Amore (2021)

- Mina Settembre nella nona puntata della prima stagione regia di Tiziana Aristarco (2021)